# Berg, Oslo

Berg är en stadsdel i Nordre Aker i Oslo, och gränsar till stadsdelarna Nordberg i norr, Tåsen i öster och Ullevål Hageby i sydväst. Berg har fått sitt namn av Bergs gård som ligger på en ås ut mot Ullevål Stadion. 
Berg är i huvudsak ett villaområde, och i övrigt finns här Berg videregående skole, Tåsenhjemmet, samt Bergs station på Sognsvannsbanen. I området mellan Bergs gård och Bergs gymnasium finns en liten boksog.
Större delen av villaområdet på Berg byggdes runt 1930, och bär prägel av en till viss del funktionalistisk stil, men också av en slags nybarock eller jugendaktig panelarkitektur med saltak. Stadsdelen byggdes ut efter att A/S Akersbanene tillsammans med Akers kommun runt 1920 hade gjort större tomtinköp på Sogn, men också i närområdena Tåsen, Nordberg och Haugerud, i samband med planering och utveckling av det man kallade för Sogn haveby. Några år senare utparsellerade och sålde A/S Akersbanene tomterna till finansiering av Sognsvannsbanen.